# Круть (роман)
«Круть» — двадцать первый роман русского писателя Виктора Пелевина, который увидел свет 3 октября 2024 года. Это роман, действие которого разворачивается во вселенной Transhumanism Inc, и являющийся прямым продолжением романа «Путешествие в Элевсин». Одним из протагонистов романа также выступает Маркус Зоргенфрей — корпоративный следователь службы безопасности, которому придётся иметь дело со «страшной опасностью, нависшей над планетой». При этом «Круть» является самостоятельным произведением.